# Тараканов Микола Михайлович
Мико́ла Миха́йлович Тарака́нов (* 7 (19) грудня 1898, Єлисаветград, нині Кропивницький — † 21 вересня 1976, Київ, УРСР) — український хоровий диригент і педагог. Народний артист УРСР (1960).

## Біографія
По закінченні Київського музично-драматичного інституту імені Миколи Лисенка (1926) — хормейстер (з перервами) оперових театрів Києва (1926–1929 і 1934–1941), Харкова (1932–1934), Донецька (1954–1960) і (з 1964) Одеського театру опери й балету.
У 1944—1954 роках був репресований.
У 1964—1966 роках викладав в Одеській консерваторії.